# St.-Anna-Schule (Wuppertal)
Die St.-Anna-Schule ist ein katholisches Gymnasium in Wuppertal-Elberfeld. Träger der Schule ist das Erzbistum Köln. Die Schule ist Mitglied im Verein mathematisch-naturwissenschaftlicher Excellence-Center an Schulen.

## Lage und Beschreibung
Das Schulgebäude der St.-Anna-Schule an der Dorotheenstraße liegt in dem dicht besiedelten Elberfelder Wohnquartier Nordstadt, an der westlichen Flanke des im Volksmund so genannten Ölbergs. Der steile Hang, auf dessen Sohle die Briller Straße verläuft, ist bewaldet. Westlich der Nordstadt schließt sich am gegenüberliegenden östlichen Hang des Nützenbergs das gründerzeitliche Villenviertel Briller Viertel an. An der südlichen Seite der Schule liegt ein kleiner parkähnlich erschlossener Hain, der von einer Treppenanlage durchzogen wird. Dieser 11.150 m² große Hain wird „Anna-Wäldchen“ oder „St. Anna Wald“ genannt.
Zum Gebäudekomplex der Schule gehört eine an der südlichen Seite befindliche Kapelle mit einer Apsis zur Dorotheenstraße. Dem Dach dieses Gebäudeteils ist ein einem Kirchturm ähnelnder Dachreiter aufgesetzt.
Die Untere Denkmalbehörde der Stadt Wuppertal hat das Schulgebäude als denkmalwürdig eingestuft.

## Geschichte

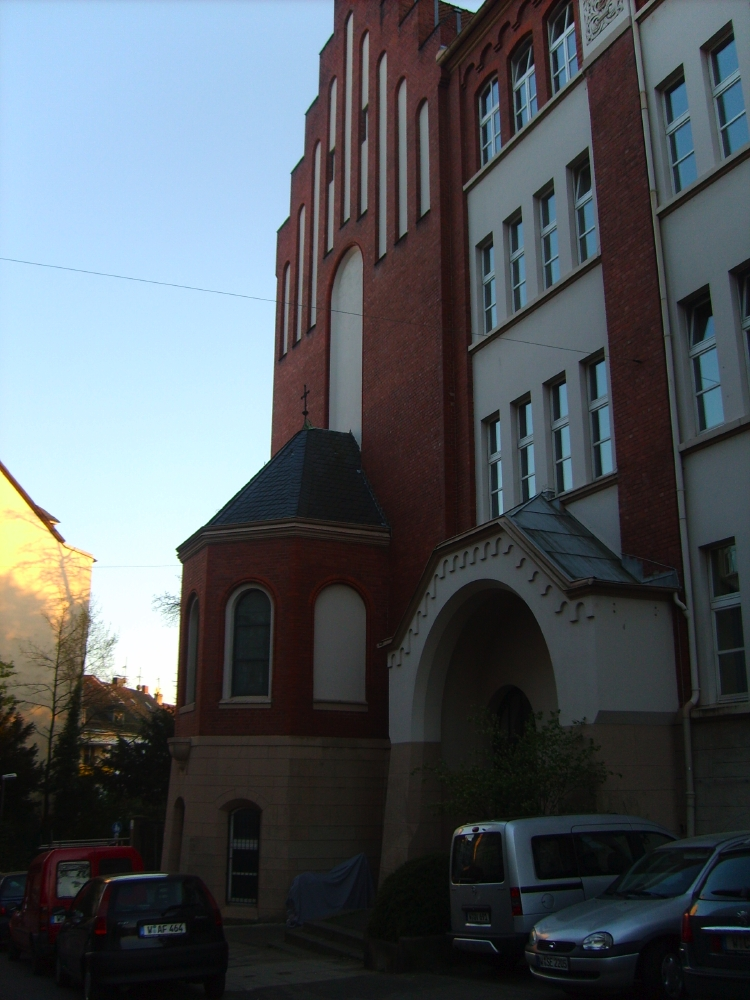
Die Kapelle der St.-Anna-Schule

Anfang des 19. Jahrhunderts wurden 1817, 1828 und 1832 in Elberfeld drei höhere Töchterschulen gegründet. Die erste Schule wurde 1845 von der Kommune übernommen, die zweite Schule sprach nach einer Übernahme 1836 durch Friedländer eher die breite Mittelschicht an. Die dritte und katholisch ausgerichtete höhere Töchterschule hielt sich bis 1841, so dass nunmehr die katholische Gemeinde in Elberfeld bis zur Jahrhundertwende ohne höhere Töchterschule auskommen musste.
Zwischenzeitliche Versuche der Schulgründung scheiterten daran, dass die finanziellen Mittel der Gemeinde durch aufwendige Kirchenbauten erschöpft waren. Die Mitglieder der Gemeinde waren auf die städtischen Töchterschulen angewiesen. Ihnen missfiel daran, dass die Lehrkräfte der städtischen Töchterschulen ausnahmslos evangelisch waren. Auch sah man in der Sozialdemokratie eine marxistische und antireligiöse Partei, deren Zielen man möglichst betont katholisch entgegenzuwirken versuchen sollte. Die Genehmigung der Berliner Ministerialverwaltung zu dem Bau einer eigenen Schule war dem späteren Reichskanzler Wilhelm Marx zu verdanken.
Gegründet wurde die St.-Anna-Schule als katholische höhere Töchterschule am 24. April 1905. Der Unterricht fand zunächst in angemieteten Räumen in der Sophienstraße 12/14 statt. Die Schule wurde von dem Mutterhaus der Armen Schulschwestern aus Breslau eingerichtet und geführt. Nach diesem Provisorium konnte am 4. Mai 1908 das noch heute bestehende Schulgebäude an der Dorotheenstraße bezogen werden.
Am 1. Dezember 2009 besuchte Eva Luise Köhler die Schule, um den Schülern für ihre Sammeltätigkeit für das Müttergenesungswerk zu danken. Die Schule hatte im Mai 2009 mit 8.284,11 Euro das bis dahin höchste Sammelergebnis einer deutschen Schule erzielt.

## Schulbetrieb
Neben den bis zur achten Klasse maximal 33 Wochenstunden Unterricht haben die Schüler pro Woche auch eine Stunde Gottesdienst, zu dessen Besuch die Schüler und Schülerinnen der Sekundarstufe I verpflichtet sind.